# サーブ 35 ドラケン
サーブ 35 ドラケン
ドイツのシュパイアー技術博物館で展示されているドラケン
- 用途：多目的戦闘機
- 分類：マルチロール機
- 製造者：SAAB社
- 運用者

  -  スウェーデン（スウェーデン空軍）
  -  フィンランド（フィンランド空軍）
  -  デンマーク（デンマーク空軍）
  -  オーストリア（オーストリア空軍）
- 初飛行：1955年10月25日
- 生産数：615機
- 運用開始：1960年
- 退役：
1999年（スウェーデン空軍）
2000年（フィンランド空軍）
2005年（オーストリア空軍）
- 運用状況：退役

サーブ 35 ドラケン（SAAB 35 Draken）は、スウェーデンのサーブ社がスウェーデン空軍のサーブ 29 トゥンナンの後継として開発した戦闘機。愛称のドラケンとはスウェーデン語で「竜（ドラゴン）」の意。
当初は昼間要撃機として開発されたが、改良により全天候要撃機へ、また一部は多目的戦闘機（マルチロール機）へと変貌した。

## 開発経緯
高空を亜音速で飛来するジェット爆撃機の脅威は1940年代末以降各国で深刻化したが、それに対抗可能な超音速要撃戦闘機の開発はなかなか進展せず、スウェーデン空軍も例外ではなかった。
1949年9月にFMV(Försvarets materielverk, 防衛装備局(庁))が策定した基本仕様を受け、早速ドラケンの開発は着手された。要求仕様は他に、有事の際一時的に滑走路として使用される公道からでも2,000m以内で離着陸可能なSTOL性や、10分以内での再給油/再武装といった、国情に即したものも含まれていた。
主翼は独自開発した革新的なダブルデルタ翼とした。これはその後の超音速機で広く普及するストレーキの先駆と呼べるものであり、無尾翼機・デルタ翼機の弱点とされるSTOL性能を改善する効果があった。超音速風洞も完備しない限られた環境で、前例のないダブルデルタ翼の効果を検証するために、1952年から1/2スケールの試作機サーブ 210(リルドラケン)が先行して飛行試験を行い、独自コンセプトの正しさが裏付けられた。
超大国やその他の列強とは比較にならない小人数・低予算下でも開発は堅実に進められ、試作機は1955年にロールアウトした。射出座席やFCSなど周辺機器も自力開発され、また輸出にも成功した。

## 設計
ドラケンは世界で初めてダブルデルタ形式の翼平面形を実用化した航空機であり、後世に主流となる大型ストレーキを装備した戦闘機の嚆矢となった。またチャイン、ドーサルフィン（補助垂直尾翼）、ブレンデッドウィングボディ形式の先駆けとしても知られる。
当初国産のSTAL Dovernターボジェットエンジンを採用する予定だったが、早期に計画頓挫したため、実績あるロールス・ロイス製エイヴォン200・300系を基に、ライセンス生産社のスヴェンスカ フリグモーター (Svenska Flygmotor、後のボルボ・エアロ)がより大型の自社製アフターバーナーに換装した RM6B/C に転換した。同じ目的で開発され同じエンジンを搭載するイングリッシュ・エレクトリック ライトニングと同様、エンジンには自律始動可能な液体スターターが組み込まれ、外部機器の支援を受けずに緊急発進を可能にしていた。通常、着陸滑走距離を短縮するためのドラッグシュートは、デルタ翼機に不可避のスピン脱出目的で空中でも使用することができた。
艦上機ではないものの、シェルター格納の必要から外翼部が容易に取り外せる構造で、短縮時の全幅は5m以下に納まり、村落の牛舎や営農倉庫のような場所にも隠蔽可能な小型軽量ぶりであったが、その反面、機内燃料搭載スペースは限られ、航続距離は短いものに留まった。また飛行安定性に難がありスーパーストール（縦スピン）癖が強く、フライ・バイ・ワイヤの補助がなかった時代も相まって、パイロットには高い技量が求められた。そのため、それまで単座型しかなかったスウェーデン製ジェット戦闘機と対照的に、飛行訓練用の複座型が初めて製造された。

## 運用

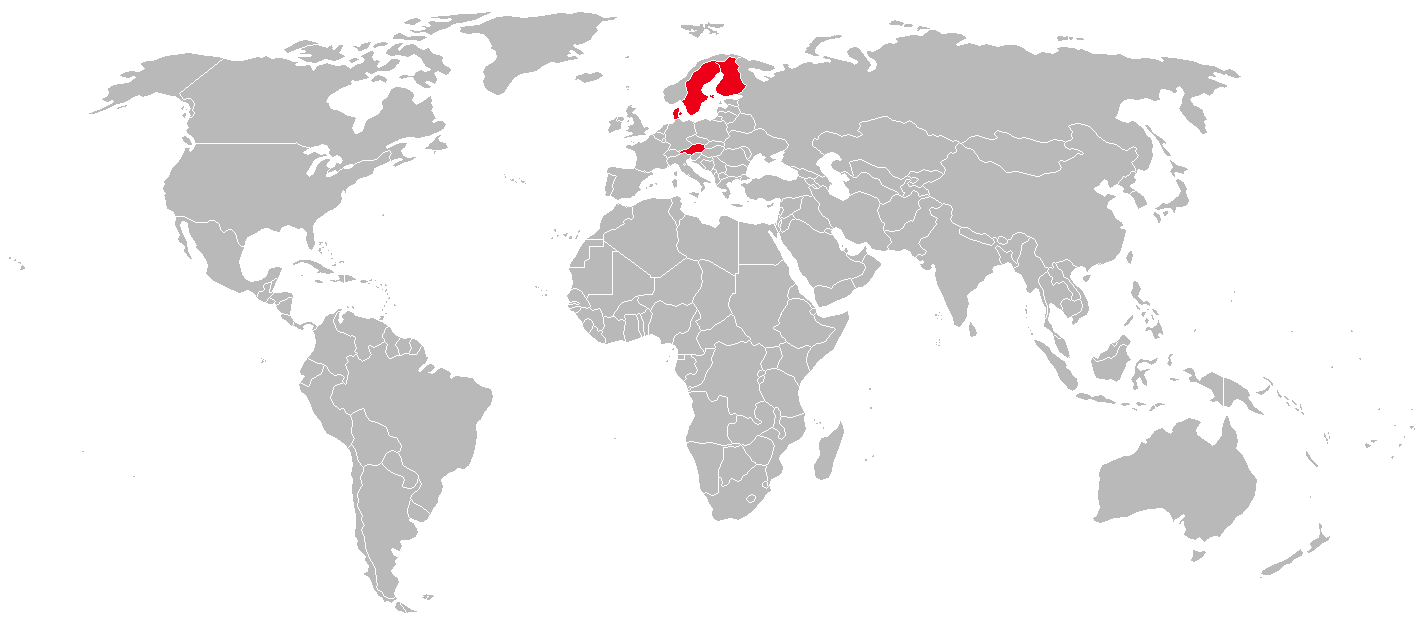
サーブ 35 ドラケンの運用国

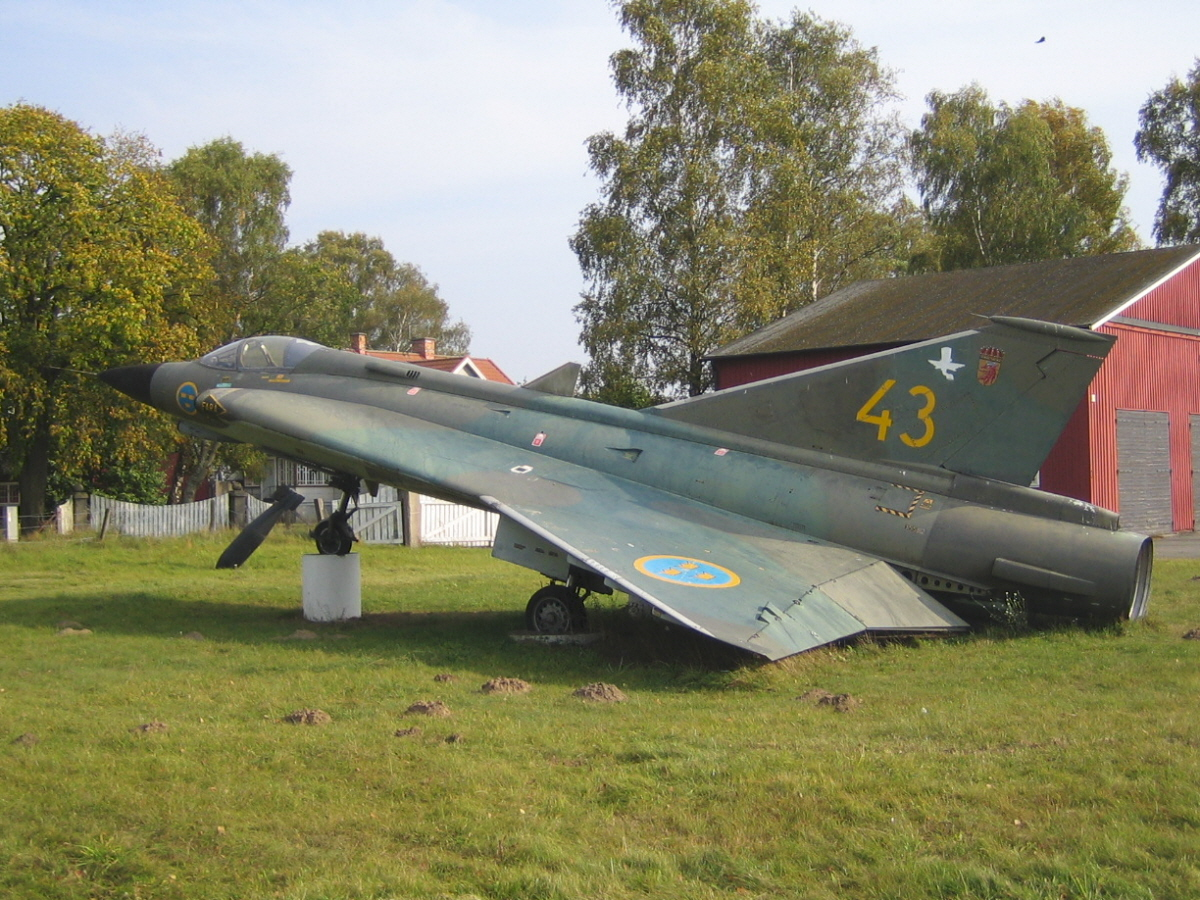
クリスチャンスタ郊外の旧リンカビー飛行場に展示されているドラケン

総計615機のドラケンが製造された。
スウェーデン空軍
1999年にJ35Jが最終飛行を行い退役した。なお、1997年に最終飛行を行ったSK35C(シリアルナンバー35810)は、2001年に国産軍用機の動態保存を行っている「スウェーデン空軍ヒストリックフライト(SwAFHF)」が入手し、オーバーホールを経て動態保存機として運用されている。
フィンランド空軍
1972年から運用を開始、1995年よりF/A-18による置き換えが始まり、2000年に全機が退役。
デンマーク空軍
1970年から1992年まで運用。
オーストリア空軍
1985年、スウェーデン空軍の中古機24機を採用。1987年から導入開始。オーストリア空軍は後継機としてユーロファイター タイフーンを採用したため、スウェーデン政府はグリペン不採用の報復として、同国が運用していた同機のメンテナンス費用を正規価格に変更した。そのため、オーストリア政府は、スイスからF-5Eをリースし、2005年12月にドラケンを全機退役させた。この事案は後継機のビゲンを売り込む際に懸念材料となった。
アメリカ空軍
飛行試験用に元デンマーク空軍機を少数運用した。2000年代以降も、米国立テストパイロット学校(National Test Pilot School <NTPS>)において、複座型をクリティカルコントロールの実習教材として現用中。

## 派生型

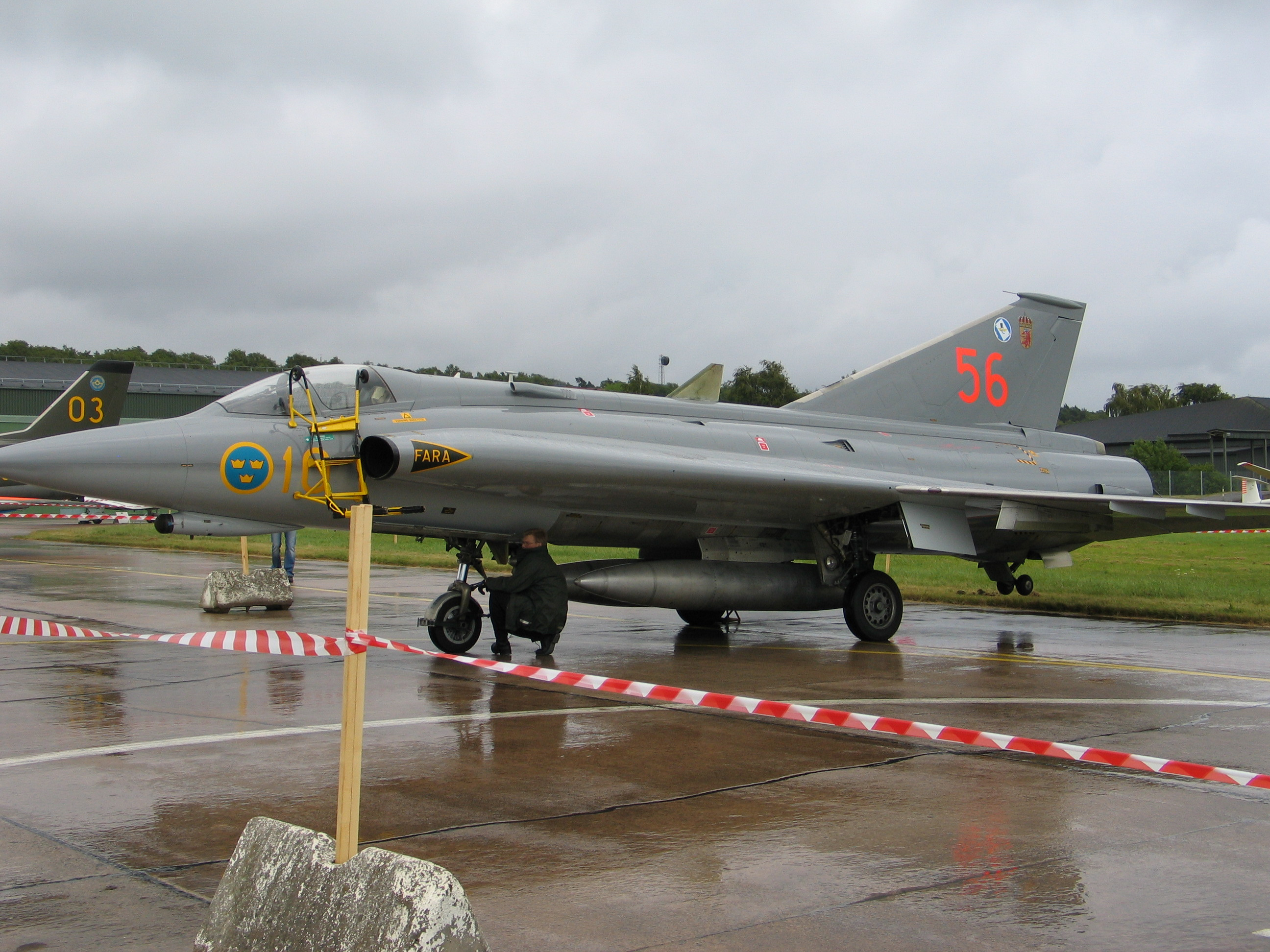
J 35F-2

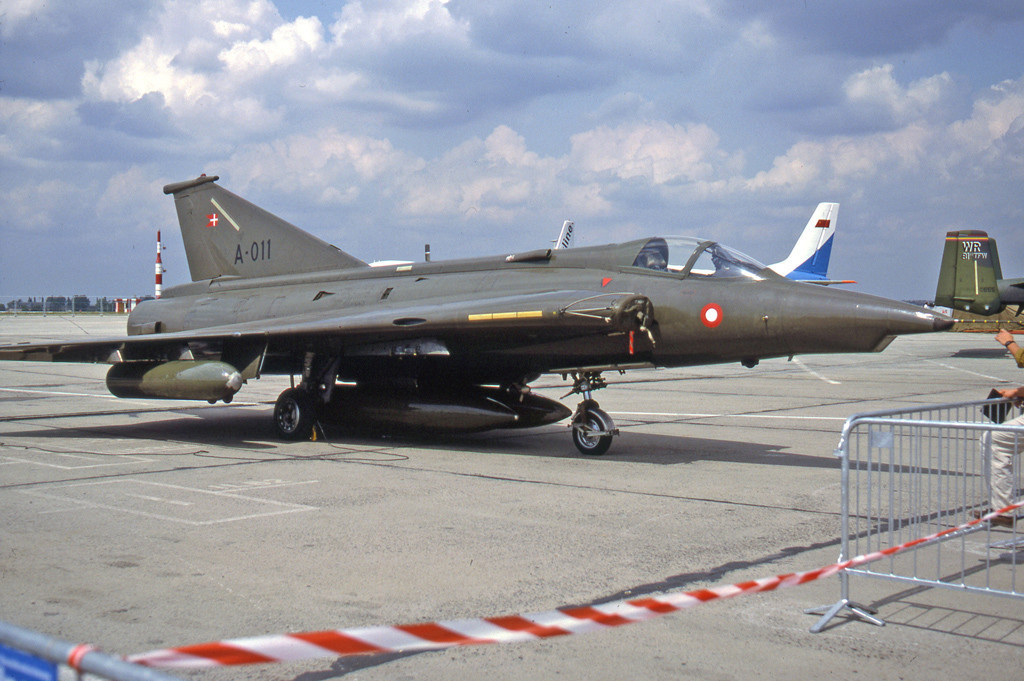
F-35（サーブ 35XD）

サーブ 210
試作機（リルドラケン；小型技術実証機）。当初、この試験機がドラケンと呼ばれていたが、J 35Aがドラケンと名付けられたため、リルドラケン(小さなドラケンの意)に改名された。

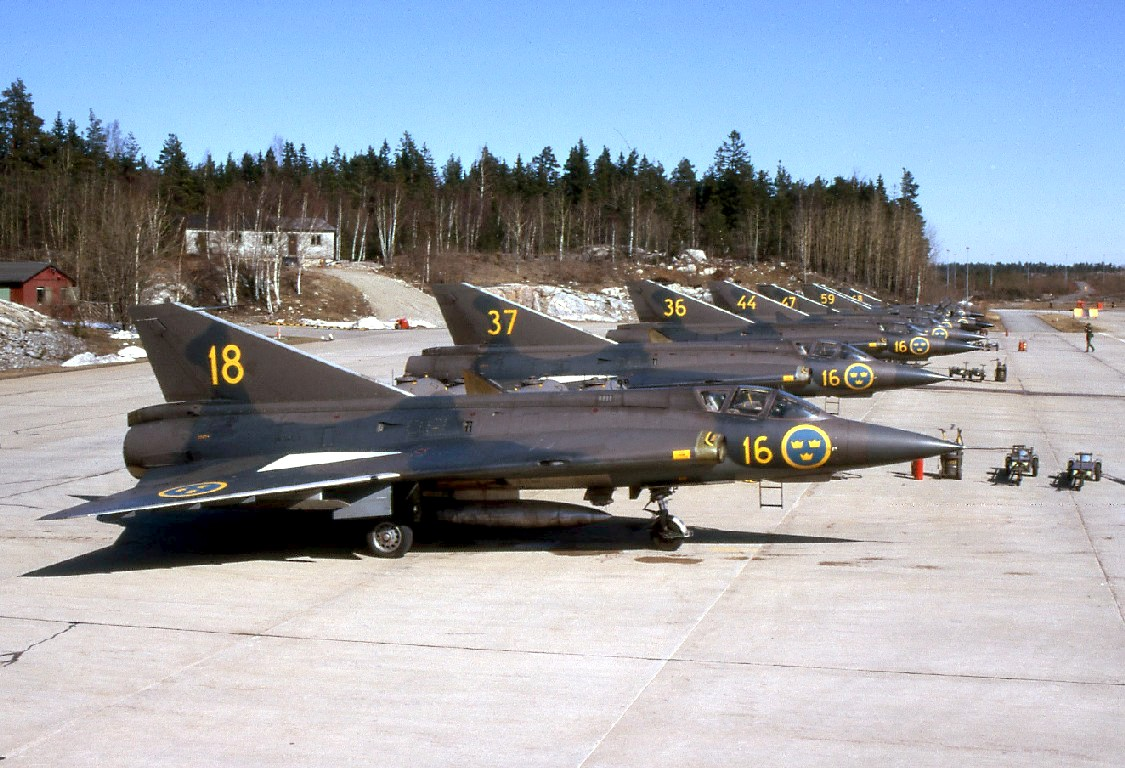
J 35A
初期の生産型。事実上の増加試作機。途中からテイルバンパーに替えて尾輪を装備。90機製造。
J 35B
実質的な最初の実用型（迎撃機型）。射撃管制装置の改修が行われ、AIM-9 (Rb24) 及び対空/対地攻撃用に無誘導ロケット弾、100 kgもしくは250 kg爆弾の運用能力が与えられた。73機（一部資料では83機）製造。
Sk 35C
機種転換訓練用の複座型。A型の胴体前半を複座型のものに交換する形で製造された。後席の搭乗者が離着陸時に使用するペリスコープを装備。固定武装と射撃管制装置は搭載されていないが、対地攻撃能力を持ち、有事には単座に戻せるように設計されていた。26機製造。
J 35D
エンジンを改良型のRM6Cに変更し、機内の燃料搭載量を増加させた迎撃機型。エアインテークが前方に延長されている。
S 35E
偵察機型。D型から射撃管制装置と固定武装を排除し、空いたスペースに偵察用のカメラを搭載。
J 35F
全天候迎撃機型。レーダー誘導ミサイル運用のため新型レーダーの装備など補助機器を更新。機器の収納部位を確保するため機関砲を1門減らしている。キャノピーは膨らみのある形状に変更。
J 35F-2
F型のうち赤外線偵察装置71Nや改造型レーダーPS-011を追加したタイプ。
J 35J
1987 - 91年にF型を改修したタイプ。電子機器の改変、燃料容量増加やパイロンの増設。1998年退役。
サーブ 35H
スイス空軍向けに提案された形式。A型にFCSを搭載した改造機だが、不採用。
サーブ 35XD
デンマーク向け輸出型。現地では戦闘機型がF-35、複座練習機型がTF-35、偵察型がRF-35と呼ばれた。機内燃料や武装の搭載量が増加している。同じ形式番号を持つアメリカ製のステルス戦闘機とは一切関係ない。
サーブ 35XS
フィンランド向け輸出型（戦闘機型）。ヴァルメト社によりライセンス生産された。
サーブ 35Ö
オーストリア向け輸出型（戦闘機型）。スウェーデン空軍のD型を再生整備したもの。
西ドイツ空軍（当時）向け輸出型（型式不明）
核兵器の運用能力を与えられた戦術攻撃機で、ミラージュIIIやライトニング等とともに提案されたが、西ドイツ空軍はF-104Gを採用した。

## 仕様

### 主要諸元
- 乗員: パイロット 1 名
- 全長: 15.35 m
- 全幅: 9.4 m
- 全高: 12 ft 9 in (3.89 m)
- 翼面積: 49.2 m2
- 空虚重量: 8,250 kg
- 運用重量: 11,400 kg
- 最大離陸重量: 17,650 kg
- エンジン: スヴェンスカ・フリグモーター製 RM6C ターボジェット（ロールス・ロイス製 エイヴォン 300のライセンス生産）
- 推力: 56.89 kN（ドライ）、78.5 kN（アフターバーナー使用時）
- 固定武装: 30 mm AKAN M/55ADEN機関砲×2門(各100発)F型のみ1門
- 空対空兵装: Rb24B/J空対空ミサイル×4発またはRb27空対空ミサイル×4発またはRb28空対空ミサイル×4発、75mm空対空ロケット弾ポッド×2基(J型のみ4基)または135mmロケット弾×12基
- 爆装：デンマーク向けのJ35には454kg爆弾6発を搭載

### 性能
- 最高速度: 2,119 km/h（マッハ1.72）
- フェリー航続距離: 1,763 km
- 最大運用高度: 19,995 m (65,600 ft)
- 上昇率: 10,500 m/min (34,450 ft/min)
- 離陸滑走距離: 650 m